# Trichosporum ternifolium
Trichosporum ternifolium är en tvåhjärtbladig växtart som beskrevs av Elmer Drew Merrill. Trichosporum ternifolium ingår i släktet Trichosporum och familjen Gesneriaceae. Inga underarter finns listade i Catalogue of Life.